# Hygranillus
Hygranillus is een geslacht van kevers uit de familie van de loopkevers (Carabidae). De wetenschappelijke naam van het geslacht is voor het eerst geldig gepubliceerd in 1980 door Moore.

## Soorten
Het geslacht Hygranillus is monotypisch en omvat slechts de volgende soort:
- Hygranillus kuscheri Moore, 1980